# Румянцев, Алексей Васильевич
Алексей Васильевич Румянцев (15 марта 1923, Ильинское, Калужская губерния — 13 марта 2014, Москва) — помощник командира взвода управления 163-го гвардейского истребительно-противотанкового артиллерийского полка, гвардии старший сержант — на момент представления к награждению орденом Славы 1-й степени.

## Биография
Родился в селе Ильинское (ныне — Жуковского района Калужской области). Член ВКП/КПСС с 1944 года. Окончил 10 классов. Работал слесарем на заводе в Москве.
В Красной Армии с 1941 года. На фронте в Великую Отечественную войну с февраля 1942 года в качестве наводчика 76-миллиметровой пушки 316-го истребительно-противотанкового артиллерийского полка 3-й ударной армии. Воевал в составе Калининского, 2-го Прибалтийского и 1-го Белорусского фронтов. В бою под Великими Луками был ранен, награждён медалью «За отвагу».
Командир отделения разведки 163-го гвардейского истребительно-противотанкового артиллерийского полка гвардии старший сержант Румянцев 16 декабря 1943 года в ходе боя в районе деревни Гатчино обнаружил скопление сил противника и сообщил на батарею. По его целеуказанию было поражено до двадцати противников.
18 декабря 1943 года, находясь в разведке близ деревни Копачёво, получил сквозное ранение в шею, но из строя не вышел и продолжал выполнять боевую задачу. Обнаружил танк противника и сообщил об этом на батарею. Огнём орудий танк был подбит. Находясь в разведке, огнём из ручного пулемёта уничтожил расчёт вражеского орудия.
11 января 1944 года за мужество, проявленное в боях с врагом, гвардии старший сержант Румянцев награждён орденом Славы 3-й степени.
Во время освобождения Прибалтики, действуя на рижском направлении, за период с 16 сентября по 3 ноября 1944 года помощник командира взвода управления батареи того же полка гвардии старший сержант Румянцев засёк 32 вражеские огневые точки, передавал их координаты на батарею, огнём которой они были подавлены, что способствовало успешному продвижению стрелковых подразделений. При отражении контратаки огнём из ручного пулемёта истребил одиннадцать противников.
Приказом по 3-й ударной армии от 5 декабря 1944 года гвардии старший сержант Румянцев награждён орденом Славы 2-й степени.
После освобождения Прибалтики прошёл путь от Вислы до Одера. В боях за Берлин 30 апреля 1945 года Румянцев получил приказ разведать огневые средства противника в полосе действия полка. Переодевшись в гражданское платье, он проник в расположение противника, установил местонахождение огневых точек и живой силы. В результате собранных Румянцевым данных полк эффективно поддержал огнём наступающие стрелковые подразделения, что позволило пехоте овладеть одним из центральных кварталов Берлина.
1 мая 1945 года, будучи в разведке, выявил вражеские огневые точки, взял «языка» и доставил его в часть. Показания пленного позволили захватить важные позиции.
Указом Президиума Верховного Совета СССР от 15 мая 1946 года за мужество, отвагу и героизм гвардии старший сержант Румянцев Алексей Васильевич награждён орденом Славы 1-й степени.
До конца 1946 года продолжал службу в Германии. В 1947 году старшина Румянцев демобилизован. В сентябре 1947 года вновь призван в ряды Советской Армии, окончил военное училище. С 1971 года полковник А. В. Румянцев — в запасе.
Жил в Москве. Умер 13 марта 2014 года. Похоронен на Введенском кладбище в Москве.
Награждён орденами Красного Знамени, Отечественной войны 1-й степени, Славы 1-й, 2-й и 3-й степени, медалями.